# شیری کاکا
شِیری کاکا (انگلیسی: Shiray Kaka؛ زادهٔ ۲۶ مارس ۱۹۹۵) بازیکن راگبی ۷ نفره زن اهل نیوزیلند است.
وی در مسابقات کشوری و بین‌المللی در مجموع برندهٔ ۱ مدال طلا شده‌است.